# 自动闭塞
自动闭塞（英語：Automatic Block）是鐵路或其他軌道運輸系統根据列车运行状态及相关閉塞分区状态，自动控制地面通过信号机（block signal）显示，司机凭地面信号机显示行车的闭塞方法。
半自动闭塞与计轴器等确定列车完整性的设备配合起来，就形成了自动站间闭塞。

## 原理
自动闭塞系统通过轨道电路自动检查闭塞分区被列车的占用情况，通过信号机根据闭塞分区的占用或空闲状态自动变换其显示，以指示列车运行。

## 分类方法及分类

### 行车组织方法
- 单线双向自动闭塞系统
- 双线单向自动闭塞系统：双线区段一般采用此系统。
- 双线双向自动闭塞系统

### 通过信号机显示制式
- 二显示自动闭塞
- 三显示自动闭塞：通过信号机具有三种显示（红、黄、绿）能预告列车前方两个闭塞分区的状态。
  - 红色：前方闭塞分区有车占用。
  - 黄色：前方只有一个闭塞分区空闲。
  - 绿色：前方至少有两个闭塞分区空闲。
- 四显示自动闭塞：通过信号机具有四种显示（红、黄、黄绿、绿）能预告列车前方三个闭塞分区的状态。
  - 红色：前方闭塞分区有车占用。
  - 黄色：前方只有一个闭塞分区空闲。
  - 黄绿色：前方只有两个闭塞分区空闲。
  - 绿色：前方至少有三个闭塞分区空闲。

### 信息传输方式
- 有线路自动闭塞：架空线路和电缆线路为通信道。
- 无线路自动闭塞：轨道电路为通讯道。

### 自动闭塞设备放置方式
- 分散式自动闭塞：自动闭塞设备放置在区间每架通过信号机处。
- 集中式自动闭塞：自动闭塞设备集中在相近车站继电器室内。

### 传递信息的特征
- 交流计数电码自动闭塞
- 极频自动闭塞
- 移频自动闭塞

### 列车牵引方式
- 非电气化区段自动闭塞
- 电气化牵引区段自动闭塞

### 书籍
- 董昱 刘晓娟 党建武 陈永刚. . 兰州大学出版社. 2002: 32–39页. ISBN 7-311-02014-X.
- 高继祥. . 中国铁道出版社. 1998: 58–59页. ISBN 7-113-02836-5.